# ナワル・エル・サーダウィ
ナワル・エル・サーダウィ（Nawal El Saadawi, アラビア語: نوال السعداوى、1931年10月27日 - 2021年3月21日）は、エジプトの作家、精神科医。イスラム社会における女性の地位向上を目指す人権活動家で、宗教の父権性や男性社会の抑圧からの女性の解放を描いた著作で知られる。

## 人物像
カリュービーヤ県カフル・タフラ村出身。ミヌーフィーヤ県の教育長を務めた父と、フレンチ・スクールの教育を受けた母の間で育った。のちに「痛みというような生易しいものではなく、全身を炎で焼かれるようだった」と語り、アラブ人女性として初めて公然と非難することになる割礼（FGM)を6歳で受け、その体験がアラブ人社会の女性の問題を考える原点となる。1955年、カイロ大学で薬学の博士号取得。研究論文を発表する傍ら、執筆を開始し、フェミニズム作家の道を歩む。最初の小説「あるフェミニストの告白」はエジプトの雑誌「ルズ・エル・ユスフ」に連載された後、1958年に出版された。
コロンビア大学留学後、1966年にエジプト保健省保健教育局長と雑誌「保健」の編集主任に就任する。1972年、農村で医者として働いた経験をもとに「女性と性」を発表。雑誌「保健」で政府に批判的な論文を載せため、教育局長と編集主任の職を追放され、エジプトや中東諸国で発禁処分を受ける。
1973年よりアイン・シャムス大学医学部で「女性とノイローゼ」を研究。1981年、エジプトの内政・外交批判からアンワル・アッ＝サーダート政権下で他の知識人と共に「国家反逆罪」に問われて逮捕・投獄されたが、サーダート暗殺により釈放。 1982年「アラブ女性連帯機構」を設立するが、1991年に政府の圧力によってカイロの事務所が閉鎖された。
1992年イスラム原理主義者からの脅威のためアメリカ合衆国に亡命しデューク大学で教鞭を執る。1994年にヨーク大学から、1996年にイリノイ大学からそれぞれ文学の名誉博士号を取得。同年帰国し、2004年のエジプトの大統領選に出馬したが選挙不正を理由に取り消した。2007年、原理主義者の弁護士サード・シャリフが起こした裁判により、エジプトの市民権を剥奪される危機に晒されたが、国家司法裁判所は2008年、市民には反対意見を持ちそれを公言する権利があるとし、この訴えを棄却した。
湾岸戦争では経済的利権のために中東を戦渦に巻き込むアメリカとそれに追従するアラブの親米独裁政権を批判し、パレスチナ問題ではイスラエルによるパレスチナ人民への抑圧を懸念する立場からエジプト・イスラエル平和条約を締結したエジプト政府を批判している。

## 日本語訳された作品
- 0度の女 死刑囚フィルダス 鳥居千代香訳 三一書房 1987
- イヴの隠れた顔－アラブ世界の女たち－ 村上真弓訳 未來社 1988
- 神はナイルに死す 鳥居千代香訳 三一書房 1988
- あるフェミニストの告白 鳥居千代香訳 未來社 1989
- 女子刑務所－エジプト政治犯の獄中記－ 鳥居千代香訳 三一書房 1990
- もうひとりの私 奥田暁子訳 学芸書林 1990
- カナーティルの12人の女囚たち 村上真弓訳 未來社 1992
- 女ひとり世界を往く 鳥居千代香訳 図書出版社 1992
- イマームの転落 鳥居千代香訳 草思社 1993
- 女性に天国はあるのか 鳥居千代香訳 未來社 1996